# Хобе
Хобе (пол. Chobie, нім. Koben) — село в Польщі, у гміні Озімек Опольського повіту Опольського воєводства.
Населення — 314 осіб (2011).

## Демографія
Демографічна структура станом на 31 березня 2011 року:
|          | Загалом | Допрацездатний вік | Працездатний вік | Постпрацездатний вік |
| -------- | ------- | ------------------ | ---------------- | -------------------- |
| Чоловіки | 151     | 30                 | 103              | 18                   |
| Жінки    | 163     | 24                 | 101              | 38                   |
| Разом    | 314     | 54                 | 204              | 56                   |